# Marguerite Rutten
Marguerite „Maggie“ Rutten (* 18. Oktober 1898 in Paris; † 7. April 1984 in Nizza) war eine französische Vorderasiatische Archäologin und Altorientalistin, die beide Fachgebiete in der epigraphischen Forschung miteinander verband. Ihre gesamte wissenschaftliche Karriere verbrachte sie als Mitarbeiterin des Louvre.

## Leben und Leistungen
Marguerite Rutten stammte aus einer Familie mit niederländischen Wurzeln. Sie studierte Assyriologie am Institut Catholique de Paris und erlangte an der Universität 1930 bei Charles Fossey einem Diplom-Abschluss, bei dem sie auch Kurse an der École pratique des hautes études belegt hatte. Ab 1929 war sie am Louvre beschäftigt. Dort setzte sie zunächst einerseits ihre Studien an der École du Louvre fort, andererseits arbeitete sie im Range einer Chargé de mission, also als Verwaltungsbeamtin, als Projektmanagerin an der Abteilung für orientalische Altertümer. 1933 wurde Rutten mit einer Arbeit zu den im Louvre aufbewahrten Seleukidenverträgen, Contrats de l’époque séleucide conservés au Musée du Louvre, promoviert. Schon ab 1930, bis 1960, gab sie Einführungskurse in Vorderasiatischer Archäologie wie in sumerischer und akkadischer Epigraphik an der École du Louvre. Es handelte sich dabei um öffentliche Kunstgeschichtskurse der Rachel-Boyer-Foundation. Das von ihr dafür entwickelte Lehrbuch für die Akkadische Sprache wurde 1937 wie schon 1934 ein Führer zu den Altorientalischen Altertümern des Louvre in Buchform publiziert. Mit dem Wechsel auf der Stelle des Chefkurators der Abteilung von René Dussaud zu Georges Contenau im Jahr 1937 wurde sie Assistentin (attaché) des neuen Chefkurators Contenau und blieb es bis zu ihrer Pensionierung auch unter dessen Nachfolger André Parrot. Während des Zweiten Weltkrieges war Rutten maßgeblich an der Organisation der Evakuierung der Objekte ihrer Abteilung in die Schlösser von Cheverny und Chambord beteiligt. Zudem vertrat sie den einberufenen Parrot an der École du Louvre.
Mit dem Ausscheiden aus dem aktiven Dienst im Louvre wurde Rutten einerseits der Ordre des Arts et des Lettres in der Offiziersklasse verliehen, andererseits der Titel einer Kuratorin. Laut dem Nachruf von Agnès Spycket, ihrer Nachfolgerin sowohl als Kuratorin im Louvre wie zuvor auch schon bei den öffentlichen Kursen der École du Louvre, wollte die Leitung des Louvre damit den Fehler ausgleichen, dass sie Rutten in mehr als 30 Jahren, geschuldet ihres Geschlechts wie auch persönlicher Animositäten, nie über die Position einer Assistentin hinaus befördert hatten. Dabei wurde ihr von vielen Fachkollegen großes Vertrauen entgegengebracht. So vertraute ihr François Thureau-Dangin die in Mari gefundenen Lebermodelle zur Wahrsagung an, die sie als Modelle zur Schulung weiterer Wahrsagepriester erkannte. Georges Contenau übertrug ihr zweimal die Auswertung von Funden des Institut français de recherche en Iran. Besonders von Bedeutung war ihre Übertragung der mathematischen Texte aus Susa, die mit den Interpretationen des Mathematikers Evert Marie Bruins als Textes mathématiques de Suse publiziert wurden. Schon die Übertragung der seleukidischen Verträge in ihrer Dissertation brachte ihr den Dank des Althistorikers André Aymard ein. Ihre an ein breiteres Publikum gerichteten Bücher, unter anderem in der Reihe Que sais-je ?, wurden unterschiedlich bewertet. Während der Archäologe Alfred Merlin den Band zu Babylon wie auch der Mathematiker Henri Milloux den zur Wissenschaft bei den Chaldäern lobten, wurde der Band zur Kunst des Nahen Ostens vom Archäologen Charles Delvoye als unbefriedigend kritisiert. Der Band zu Babylon erreichte zwischen 1948 und 1966 32 Auflagen in drei Sprachen. Nach ihrer Pensionierung verbrachte Rutten ihre letzten 20 Lebensjahre in Nizza.

## Publikationen (Auswahl)
- Antiquités Orientales (Musée du Louvre). Paris, Musées nationaux, Paris 1934.
- Contrats de l’époque séleucide conservés au musée du Louvre (= Babylonica. Band 15). Paris, Librairie orientaliste Paul Geuthner, Paris 1935.
- Éléments d’accadien (assyro-babylonien). Notions de grammaire. Adrien-Maisonneuve, Paris 1937.
- Babylone (= Que sais-je ? Band 292). Presses Universitaires de France, Paris 1948, Digitalisat.
- Arts et styles du Moyen-Orient ancien (= Arts, styles et techniques). Larousse, Paris 1950.
- Les documents épigraphiques de Tchogha Zembil (= Mémoires de la mission archéologique en Iran. Band 32). Presses universitaires de France, Paris 1953.
- La science des Chaldéens (= Que sais-je ? Band 893). Presses universitaires de France, Paris 1960, Digitalisat.
- mit Evert Marie Bruins: Textes mathématiques de Suse (= Mémoires de la mission archéologique en Iran. Band 34). Librairie orientaliste Paul Geuthner, Paris 1961.
- Les arts du Moyen-Orient ancien (= Les Neuf Muses). Presses Universitaires de France, Paris 1962.